# برخورددهنده یون‌های سنگین نسبیتی

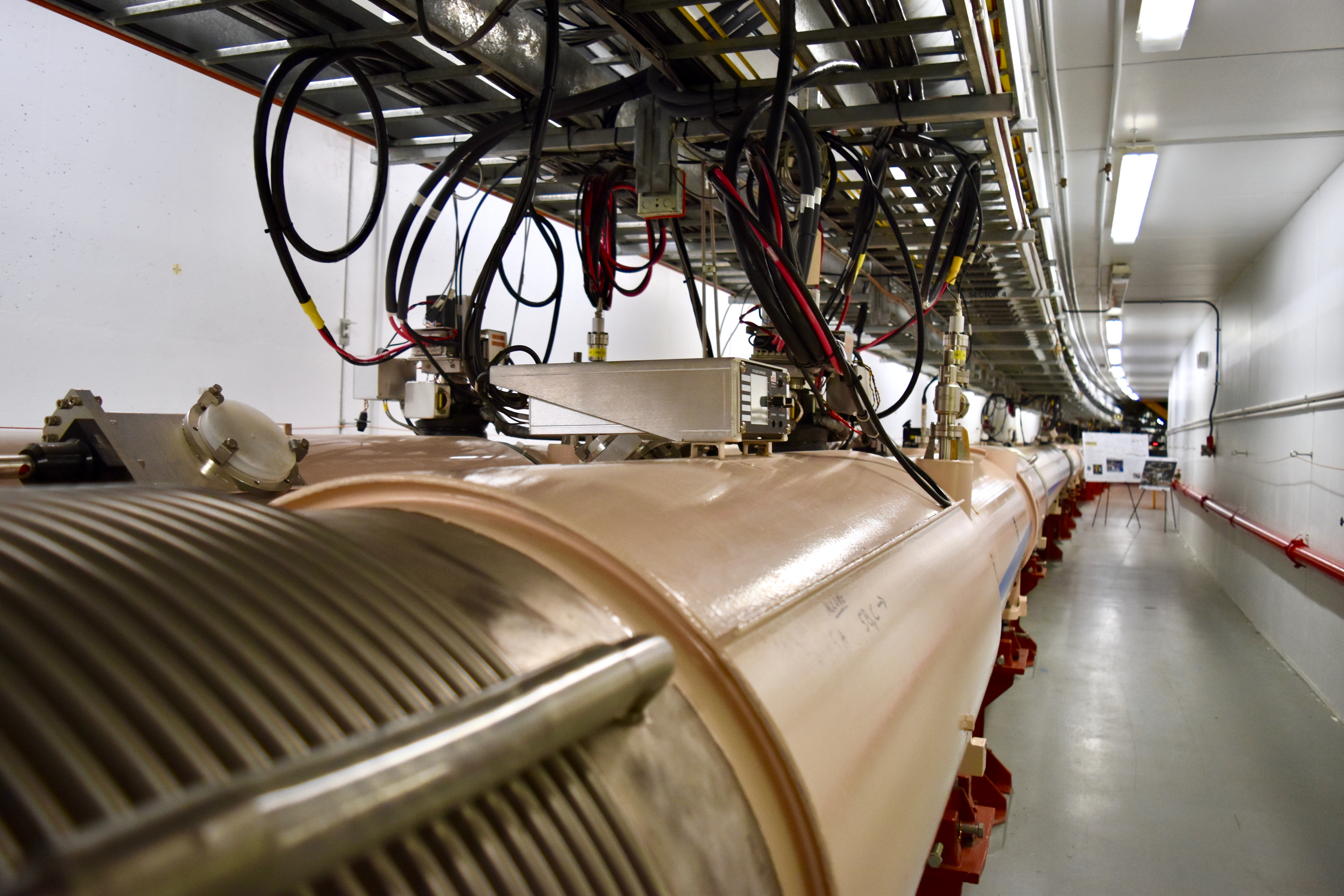
نمایی از سامانهٔ «برخورددهنده یون‌های سنگین نسبیتی» در آزمایشگاه ملی بروکهیون - ۲۰۱۷

برخورددهنده یون‌های سنگین نسبیتی(به انگلیسی: Relativistic Heavy Ion Collider) که به طور مخفف RHIC یا «ریک» خوانده می‌شود یکی از دو برخورددهنده هادرونی در دنیاست که در آزمایشگاه ملی بروکهیون، نیویورک، آمریکا واقع شده‌است و توسط یک تیم بین‌المللی از پژوهشگران هدایت می‌شود. فعالیت این محققان به صورت رساندن یون‌ها به سرعت نسبیتی و برخورد آنها با هم است تا پلاسمای کوارک گلوئون تشکیل شود و از این طریق اولین زمان‌های بسیار کوتاه بعد از مهبانگ بررسی گردد. با برخورد دادن پروتون‌های قطبیده شده از لحاظ اسپین، ساختار اسپینی پروتون نیز بررسی می‌شود.
ریک به عنوان دومین برخورددهنده پرانرژی دنیا محسوب می‌شود که رتبه اول در اختیار برخورددهنده هادرونی بزرگ از سرن است.
در سال ۲۰۱۰ محققان این مجموعه اعلام کردند که با برخورد یون‌های طلا توانستند در دمای ۴ تریلیون درجه کلوین به پلاسمای کوارک گلوئون دست یابند.